# Guy (Arkansas)
Pour les articles homonymes, voir Guy.
Guy est une ville située dans l’État américain de l'Arkansas, dans le comté de Faulkner,.